# I Blame Coco
I Blame Coco es una banda londinense formada en 2005, liderada por Coco Sumner, además integrada por Jonny Mott (teclado), Alexis Nunez (percusión), Jonas Jalhay (guitarra) y Rory Andrew (bajo). Su primer álbum, The Constant fue lanzado en la mayoría de los países europeos en octubre de 2010 y en el Reino Unido el 8 de noviembre del mismo año. Previos al lanzamiento del álbum de estudio, fueron lanzados 3 sencillos, "Caesar" (con la colaboración de la cantante sueca Robyn), "Self Machine" y "In Spirit Golden"

## Discografía

### Álbumes
- The Constant (2010)

### Sencillos
| Año  | Título                                | Posición más alta | Álbum        |
| Año  | Título                                | UK Singles Chart  | Álbum        |
| ---- | ------------------------------------- | ----------------- | ------------ |
| 2010 | "Caesar" con la colaboración de Robyn | –                 | The Constant |
| 2010 | "Self Machine"                        | 64                | The Constant |
| 2010 | "In Spirit Golden"                    | –                 | The Constant |

### Colaboraciones
| Año  | Título                 | Posición más alta | Posición más alta | Álbum     |
| Año  | Título                 | UK Singles Chart  | UK Dance Chart    | Álbum     |
| ---- | ---------------------- | ----------------- | ----------------- | --------- |
| 2010 | "Splash" con Sub Focus | 41                | 7                 | Sub Focus |

## Videos musicales
| Año  | Título                           | Director        |
| ---- | -------------------------------- | --------------- |
| 2010 | "Caesar"                         | Hope Audikana   |
| 2010 | "Only Love Can Break Your Heart" | Tom & Tabitha   |
| 2010 | "Splash"                         | Nick Frew       |
| 2010 | "Self Machine"                   | Alex Smith      |
| 2010 | "Quicker"                        | China Moo-Young |
| 2010 | "In Spirit Golden"               | Hope Audikana   |